# Jozef Grík
Jozef Grík (* 5. srpna 1949) je bývalý slovenský fotbalista.

## Fotbalová kariéra
V československé lize hrál během vojenské služby za Duklu Banská Bystrica a dále hrál za ZŤS Košice. Dal 9 ligových gólů. Po skončení aktivní kariéry působí jako trenér na místní úrovni.

## Ligová bilance
| Ročník                                   | Zápasy | Góly | Klub                  |
| ---------------------------------------- | ------ | ---- | --------------------- |
| 1. československá fotbalová liga 1977/78 | -      | 4    | Dukla Banská Bystrica |
| 1. československá fotbalová liga 1978/79 | 3      | 0    | Dukla Banská Bystrica |
| 1. československá fotbalová liga 1978/79 | 12     | 2    | ZŤS Košice            |
| 1. československá fotbalová liga 1979/80 | -      | 4    | ZŤS Košice            |
| 1. československá fotbalová liga 1980/81 | 13     | 2    | ZŤS Košice            |
| CELKEM 1. liga                           | -      | 13   |                       |